# اتوه (یمن)
 اِتوه  روستایی از توابع استان استان صَنعاء در کشور یمن و در شبه جزیره عربستان واقع می‌باشد. این روستا در شمال شهر صنعاء و در پایهٔ کوه (اِتوه) واقع شده‌است.

## جمعیت
جمعیتش در حدود ۳۶۱ نفر می‌باشد. آثار باستانی متعددی در این روستا وجود دارد. از مشاهیر این روستا اعلام و فقهاء ومؤرخین مشهور بوده وهستند، بارزتیرت آن‌ها چنانکه تاریخ‌نویس (الأکوع) می‌گوید: 
- ابوجعفر احمد بن محمد بن الضحاک الحارثی.
- علی الهادی از رجالات مشهور این دیار بوده‌اند.